# Società Sportiva Amatori Modena 1954
Questa voce raccoglie le informazioni riguardanti la Società Sportiva Amatori Modena nelle competizioni ufficiali della stagione 1954. 

## Maglie e sponsor
| 1ª divisa |

## Organico

### Giocatori
| N° | Naz.              | Ruolo | Sportivo        |  |  |  |
| -- | ----------------- | ----- | --------------- |  |  |  |
|    | Italia (bandiera) |       | Anzaroli        |  |  |  |
|    | Italia (bandiera) |       | Braida          |  |  |  |
|    | Italia (bandiera) |       | Mario Conti     |  |  |  |
|    | Italia (bandiera) |       | Luigi Dagnino   |  |  |  |
|    | Italia (bandiera) |       | Diego Marchetto |  |  |  |
|    | Italia (bandiera) |       | Mazzoli         |  |  |  |
|    | Italia (bandiera) |       | Gastone Tavoni  |  |  |  |

### Staff tecnico
- Allenatore: